# Ударник (Шатровський район)
Уда́рник (рос. Ударник) — присілок у складі Шатровського району Курганської області, Росія. Входить до складу Мехонської сільської ради.
Населення — 27 осіб (2010, 24 у 2002).
Національний склад станом на 2002 рік: росіяни — 100 %.